# Denerisz
A Denerisz  női név. George R. R. Martin A tűz és jég dala fantasy könyvsorozatában, majd az abból készült Trónok harca televíziós fantasy sorozat egyik főszereplőjének, Daenerys Targaryen nevéből ered.
Hagyományos eredete a névnek nem ismert. Az eredeti írás szerint vett név (Daenerys) szorosan kapcsolódik a héber eredetű "Daen" névhez (magyar megfelelője: Dániel), melynek jelentése: Isten a bírám. Az Erys tag a görög Erisz istennőre vonatkozik, aki a pusztítás, viszály és veszekedés istennője volt. Ily módon a név jelentése: Isten a bírája az én pusztításomnak - mely megfelelne a televíziós sorozat 8. évadában, a karakter által véghezvitt eseményeknek.
Becézése: Deni.

## Gyakorisága
2019 óta szerepel a Magyarországon anyakönyvezhető nevek listáján.
 Igen ritka név, 2019-ben nem szerepelt a 100 leggyakoribb női név között.
Az USA-ban 2012 óta szerepel az adható keresztnevek közt, azóta több, mint 762 lánygyermeknek adták ezt a nevet. A legnagyobb népszerűséget 2013-ban érte el, akkor 68 gyermek kapta.

## Névnapok
Jelenleg nem áll rendelkezésre adat a hivatalos névnapot illetően.
Viszont ha a nevet a Dániel névhez eredeztetjük, akkor a lehetséges névnap:
- július 21.